# Vinji Vrh (gmina Brežice)
Vinji Vrh – wieś w Słowenii, w gminie Brežice. W 2018 roku liczyła 58 mieszkańców.